# 今日の日はさようなら (テレビドラマ)
『今日の日はさようなら』（きょうのひはさようなら）は、2013年8月24日（土曜日）21:00.30 - 23:12.30まで日本テレビ系列『24時間テレビ 愛は地球を救う36』内で放送されたスペシャルドラマ。
原作は、幸和也著の闘病記『大空への旅立ち がんと闘いながらも夢見ていた未来』（文芸社）。主演は嵐の大野智。悪性リンパ腫の発覚からの闘病生活、そして再発、余命宣告を受けた青年の生涯を描く。
視聴率は23.4%を記録した。東京ドラマアウォード2014・作品賞優秀賞（単発ドラマ部門）を受賞。

## あらすじ
片田舎の温かい家庭で料理人を目指し平凡な暮らしを送っていた青年、富士岡耕太。ある日突然倒れ、医師に悪性リンパ腫であることを告げられる。80％の人は治りますと言われたもののガンであることを受け止められない耕太と家族。恋人の田辺絵津子は「私にできることがあるなら何でも言って」と励ます。抗がん剤治療が始まり副作用に苦しむ日々。ある日隣室の原田信夫が声を掛けてきて気晴らしの方法などをアドバイスしてくれた。信夫は幼い頃から血液のガンで治療のため左足を切断、現在は義足を装着しているという。信夫は耕太を連れてカウンセリングルームを訪れる。カウンセラーの大久保由里子は「どんな人かわからないのにいきなり打ち明け話なんてできないでしょ？」と３人でババ抜きをする。治療の方は姉の小春と血液細胞の型が適合しているという結果が出て、移植が必要となれば姉がドナーになれることがわかった。
抗がん剤の治療をひとまず終え、薬が効いているかの検査をしたがあまりよくない結果を知らされる。薬を変え移植も視野に入れて治療をするということだったが治る確率は40％くらいと告げられる。絵津子に結果を知らせるとその日からぱったりと姿を見せなくなってしまった。小春は自分の婚約者に移植のことを話した。婚約者は今後について様々な不安を感じていることをほのめかす。その様子から小春は自分から結婚を白紙に戻すと宣言した。父の健二郎は主治医にどんどん悪くなっているようにしか思えない、他の治療法はないのかと訴えるが、主治医の様子からこのまま続けるしかないと悟る。康子は好物の茶碗蒸しですら食べる気力がない息子の様子を見て、万が一のことが頭をよぎり取り乱し健二郎に当たり散らす。カウンセラーの由里子に声を掛けられた折に、母親なのに何もできることがないと泣くが、「十分、耕太さんの支えになってますよ」と慰められる。
ある日耕太は院内で倒れ、主治医はこのままでは危険な状態になるかもしれないと、寛解を待たずに移植をする方針にするという。そしてこれまでの経過から生存率は20％と告げる。耕太は家族に向けて先のことへの不安を口にし迷惑ばかりかけていると話す。小春は「迷惑なんかじゃない、できることは何でもする」と言うが、耕太は「そういうのが重荷っていうかストレスになってる」とこぼす。
移植は無事成功し耕太は退院した。生きている喜びをかみしめながら日々を過ごしていたが、１年後再発、余命３か月だという。耕太は信夫と由里子に再発したことを告げ「ちゃんと死ぬってどうしたらいいんだろう」と問いかける。耕太はひとりで主治医とこれからの方針について話し合い、家族には、残された時間は家族と普通の生活がしたいから緩和ケアを望んでいると話す。耕太は「ちゃんと死ぬ」ために身の回りの整理を始め、かつての恋人絵津子に会いに行く。突然現れた耕太に謝るばかりの絵津子だったが、耕太はどうしても言っておきたくてとおわびとお礼の言葉を言って絵津子のもとを立ち去った。両親の結婚記念日には台所に立ち料理をつくったりなどして過ごしていたが、日増しに衰弱していく。食事もとれなくなり寝ている時と起きている時もあいまいになってきてしばらく経ったある日、耕太は緩和ケアの医師に栄養管を外してほしいと頼んだ。医師は家族に、管を外したらゆっくり意識が混濁していくこと、数日のうちに息を引き取ることになるだろうと説明する。家族は最終的に外すことに同意し耕太の管は外され、数日後息を引き取った。

## 主要人物
富士岡耕太（主人公） - 大野智
本作の主人公。「生きる」とはどういう事なのか「死ぬ」とはどういう事なのか作中を通して模索していく。悪性リンパ腫を発症し、一度は寛解に至るも1年後再発し、余命3か月という宣告を受ける。抗がん剤治療はせずに緩和ケアで最期を迎えるという選択をする。
大久保由里子 - 深田恭子
主人公を支えるカウンセラー。昔恋人が自殺しており死に対して複雑な感情を抱いている。最後に主人公から手紙を受けとる。
原田信夫 - 山田涼介（Hey! Say! JUMP/NYC）
主人公の隣の病室の青年。昔から白血病を患っており、片足義足。死になれると言っているが本人自身死が怖いと吐露している。死になれるため生の骨頂である新生児を目に入れないようにしているが、主人公の死を聞き見に行っている様子。
田辺絵津子 - 木村文乃
主人公の元彼女。主人公を献身的に支えるも下がっていく生存率に絶望し病室に通わなくなる。
村山博輝 - 嶋田久作
主人公の主治医。
富士岡小春 - 美村里江（幼少期 - 岩田遥、飯島緋梨）
主人公の姉。弟である主人公を大切に思っており、骨髄移植の為の骨髄を提供した。主人公の緩和ケアには否定的でもっと生きて欲しいと思っている。
富士岡康子 - 岸本加世子
主人公の母。家族を大切に思っており家族の健康を思って腕によりをかけて料理を作っている。姉同様緩和ケアには否定的。だが主人公の意志を聞いて、受け入れ献身的に看病する。
富士岡健二郎 - 三浦友和
主人公の父。母同様家族を大切に思っている。口癖は「大丈夫」。緩和ケアについては無言を貫いている。主人公が死を決め管を抜く時に1度だけ取り乱した。
町田哲生 - 光石研
緩和ケアの医師。
呼吸さん - あがた森魚
呼吸体操を毎日行っている。口癖は「長い呼吸は長生きに繋がる」。主人公の闘病中に亡くなった。

## スタッフ
- 原作：幸和也『大空への旅立ち がんと闘いながらも夢見ていた未来』（文芸社）ISBN 978-4-286-14275-3
- 脚本：橋部敦子
- 演出：菅原伸太郎
- 音楽：松本淳一
- サウンドデザイン：石井和之
- 特殊メイク：梅沢壮一
- 料理監修：森沢のり子
- 脚本協力：さかいあお、みなづきともこ、宮本武史
- 水中スタント：諸鍛冶裕太
- 車輌：高橋レーシング
- 医事指導：堀エリカ、大橋晃太
- ロケ協力；富士の国やまなしフィルムコミッション、市立甲府病院、西伊豆町、松崎町　ほか
- チーフプロデューサー：神蔵克
- プロデューサー：河野英裕、大倉寛子
- 製作著作：日本テレビ

## 備考
- 関東地区では下記の通り再放送された。ただしいずれも番組編成上の事情により本放送時より一部シーンをカットした短縮版での放送となる。
  - 2014年8月23日(土) 14:55 - 16:55
  - 2019年8月03日(土) 15:00 - 17:00